# Нидегген (замок)
Нидегген (нем. Burg Nideggen) — средневековый замок к юго-западу от одноимённого города в районе Дюрен, земля Северный Рейн-Вестфалия, Германия. Прямоугольная по форме основания крепость расположена на высоком скалистом холме. Долгое время здесь была резиденция могущественного рода графов и герцогов Юлиха. В средние века замок имел репутацию неприступной твердыни.

## История

### Ранний период
Замок Нидегген построен графами фон Юлих в стратегически важном пограничном районе. Крепость должна была держать под контролем путь к городу Моншау. Главными соперниками графов Юлих в этом регионе являлись архиепископы Кёльна.
Основателем замка стал в 1177 году граф Вильгельм II Юлихский. Для начала он построил бергфрид. Интеерсно, что в зоне видимости нового укрепления, примерно в трёх километрах к западу, находился построенный ещё около 1090 года имперский замок Беренштайн (не сохранился). Около 1200 года Беренштайн оказался почти полного разрушен и превратился в источник стройматериалов для расширения каменных стен и башен замка Нидеггер. Если внимательно присмотреться, что видно, что камни в основании крепости отличаются. Желтоватые блоки доставлены из руин Беренштейна, а красноватые блоки высечены из добытого в скалах рядом с новой крепостью песчаника.
Граф Вильгельм III Юлихский построил в замке жилую резиденцию. Как и его предки он находился в почти не прекращающемся состоянии войны с Кёльнским курфюршеством. Решительную победу в этой борьбе одержал граф Вильгельм IV Юлихский. В битве при Ловенихе в 1242 году он сумел захватить в плен архиепископа Конрада фон Гохштадена. Иерарх провёл в темнице почти девять месяцев. Причём он стал не единственным столь титулованным узником Юлихских графов. Ранее, в 1214 году они сумели схватить баварского герцога Людвига I. А позднее, в период с 1267 по 1271 годы их пленником был преемник Конрада фон Гохштадена архиепископ Кёльна Энгельберт II фон Фалькенбург.
При Вильгельме IV территория владений графов фон Юлих увеличилась почти вдвое.
Город Нидегген рядом с замком был основан при Герхарде V Юлихском. В 1313 году поселение получило права города.
Замковый комплекс был расширен в 1340 году при графе Вильгельме V (он же герцог Вильгельм I Юлихский). В резиденции Нидегген появился один из самых больших рыцарских залов в Рейнской области. Лишь позднее подобного размера Кайзерский зал появился в ратуше Аахена и зал Гюрцених в Кёльне. Вильгельм I в 1356 году сделал замок Нидегген своей столицей.
В 1423 году после смерти бездетного Рейнхальда IV Юлихского замок перешёл к семье фон Берг. Этот род с той поры стал именовать себя герцогами фон Юлих-Берг.

### Эпоха Ренессанса
В начале XVI века династия Юлих-Берг пресеклась. В 1511 году замок Нидегген и окружающие его земли вошли в состав герцогства Клеве.
Споры о правах наследования между Клевским герцогством и императором Карлом V по поводу герцогства Гелдерн привели к Гелдернской войне, затянувшейся на 40 лет. В ходе конфликта в 1542 году замок и город Нидегген были почти полностью разрушены после обстрела императорской артиллерией. После завершения войны замок был восстановлен.
Однако в 1689 году крепость вновь оказалась под ударов. В ходе Войны Аугсбургской лиги (война за Пфальцское наследство) замок Нидегген был разграблен и сожжён войсками Людовика XIV. 

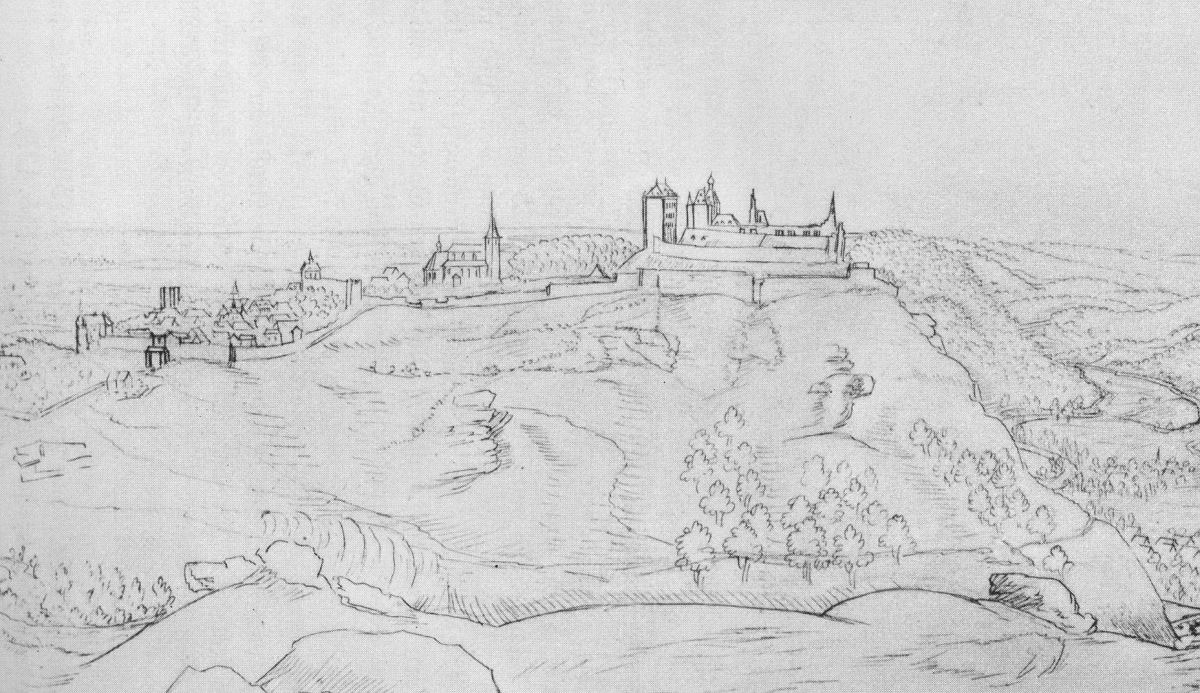
Замок Нидегген в первой половине XVIII века по рисунку Ренье Ройдкина

### С XVIII по XX века
В начале XVIII века началось восстановление замка. Однако сильные землетрясения в 1755-м, а более чем через век в 1878 году нанесли постройкам значительный ущерб. По сути замок лежал после этого в руинах. Ещё в 1794 году его продали с аукциона как источник стройматериалов. А в начале XIX века для местных крестьян замок превратился в каменоломню.
Всё изменилось в 1888 году. По инициативе жителей города Нидегген было принято решение о восстановлении прежней роскошной резиденции. Руины были выкуплены и оказались в муниципальной собственности. Правда средств на полноценные восстановительные работы у города Нидигген не имелось. Тогда в 1905 году замок был преподнесён как дар властям региона Дюрен. Замковый комплекс и сегодня остаётся в собственности дюренского района земли Северный Рейн-Вестфалия.
Работы в замке начались с 1901 года. После первого этапа в бывшей крепости разместился местный исторический музей. Однако во время Второй мировой войны комплекс вновь оказался разрушен.
Очередное восстановление замка Нидегген началась в 1950-х годы. В первую очередь восстановили расположенную в комплексе романскую приходскую церковь. Затем фактически заново построили бывшую средневековую жилую башню. Причём тщательно соблюдалась историческая достоверность. Значительная часть реставрационных работ была закончена в 1979 году.

## Современное использование

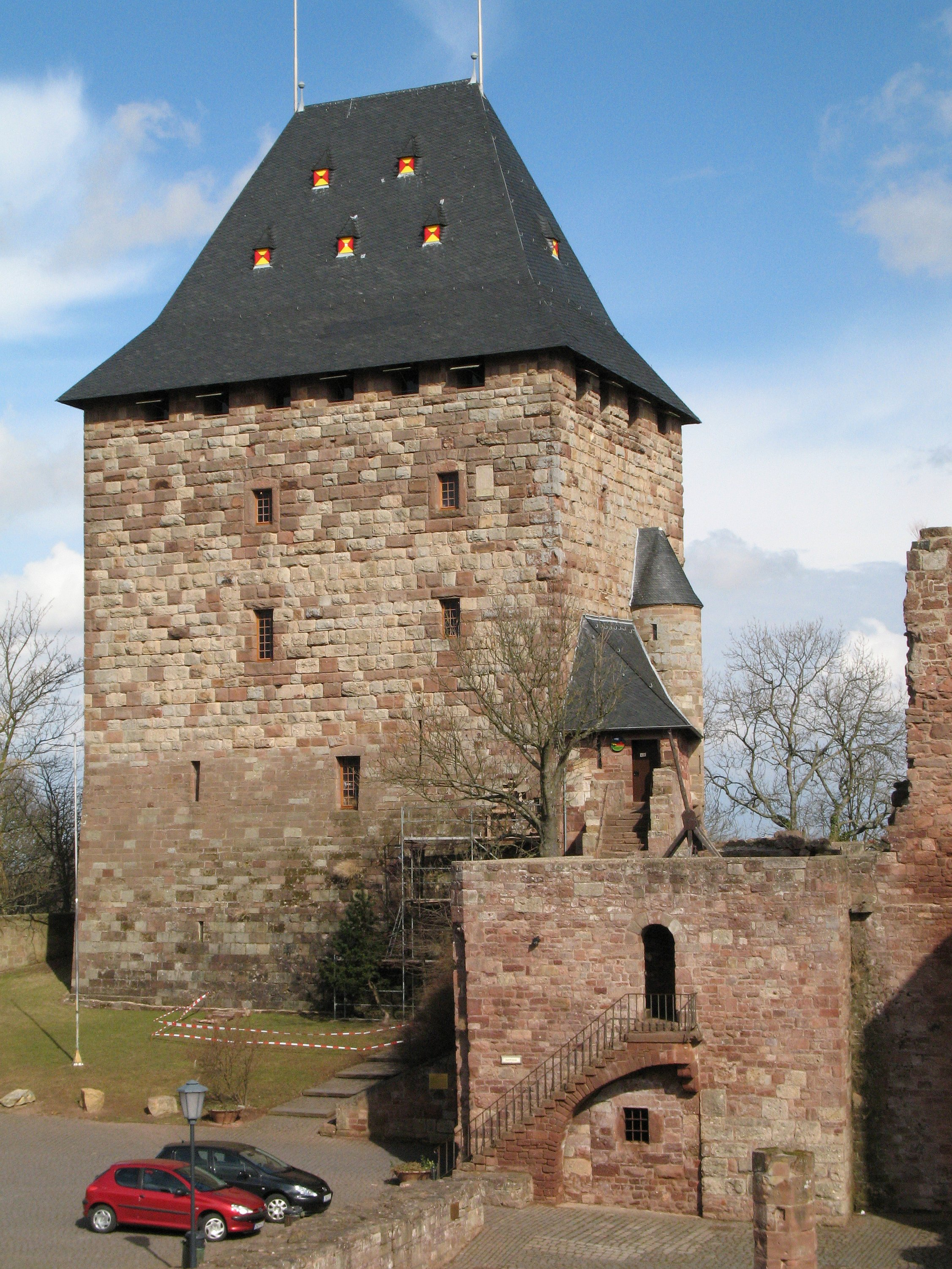
Бывшая жилая башня, в которой расположился музей

С 1979 года в бывшей жилой башне действует музей. Экспозиция рассказывает об истории региона Айфель, который богат замками, а также бывшим владельцам замка Нидегген. Под выставочное пространство отведено примерно 600 квадратных метров. В числе прочего здесь представлена коллекция старинного оружия.
До 2010 года в замке проводился ежегодный культурный фестиваль региона Дюрен. Несколько дней проходили концерты известных музыкантов. В числе прочих такие как Ich + Ich, Max Mutzke или Götz Alsmann. С 2011 году эти фестивали проводятся в замке Мероде.

## Расположение
Замок расположен в северной части горного региона Айфель на высоте 330 метров над уровнем моря. Крепость построена на скале над долиной реки Рур.

## Описание
Замок восстановлен частично. Некоторые здания до сих пор остаются в руинах.

### Жилая башня
Старейшим сооружением замка является массивная каменная башня, построенная в период с 1177 по 1190 год. С восточной стороны её защищал глубокий ров. Около 1350 года башня была увеличена и стала шестиэтажной. Внутри находилась замковая часовня. На первом этаже владельцы предусмотрели место и для темницы. На верхних этажах имелось по две комнаты. Одна считалась господской, а вторая использовалась как кладовая и помещение для прислуги.
В башне для отопления использовались камины. Кроме того были предусмотрены и туалеты.
Для надёжной защиты вход в башню находился на значительной высоте над уровнем земли. Попасть внутрь можно было только по лестнице, которая в случае опасности быстро демонтировалась. Только после того, как появились другие внешние оборонительные сооружения и кольцевая стена, вместо деревянной лестницы соорудили каменную (в специальной пристройке).
В первый раз башня использовалась как музей в период с 1925 по 1944 годы. Во второй раз экспозиция открылась только в 1979 году.

### Резиденция
По своим размерам — длина 61 метр и ширина 16 метров, — графская резиденция в начале XIV века являлась одной из крупнейших в замках региона. Как на первом, так и на верхних этажах в ней имелись просторные залы с двенадцатью большими окнами. С западной и восточной стороны к резиденции примыкали две восьмиугольные каменные башни. В северо-западном углу дворца изначально была лестничная башня. Сейчас на её фундаменте расположено здание современного ресторана.
Резиденция уже много лет находится в руинах. В центре бывшего рыцарского зала до сих пор сохранились остатки колонн. Под первым этажом расположены подвальные своды, которые в прежние времена служили кухней.

### Колодец
Для надёжного водоснабжения в толще пород под замком был пробит колодец. Его глубина достигала 95 метров. Однако после всех землетрясений и разрушений, в том числе и в ходе Второй мировой войны, стены колодца обвалились. В настоящее время его глубина составляет только треть от изначальной.

## Галерея

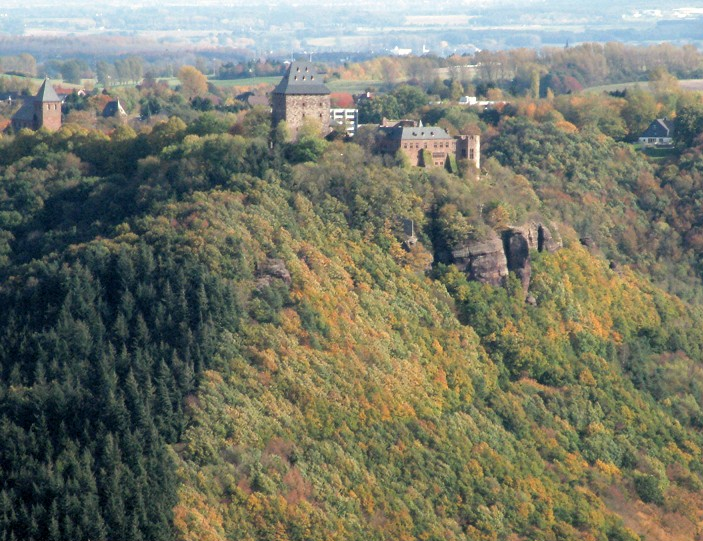
Вид замка с запада
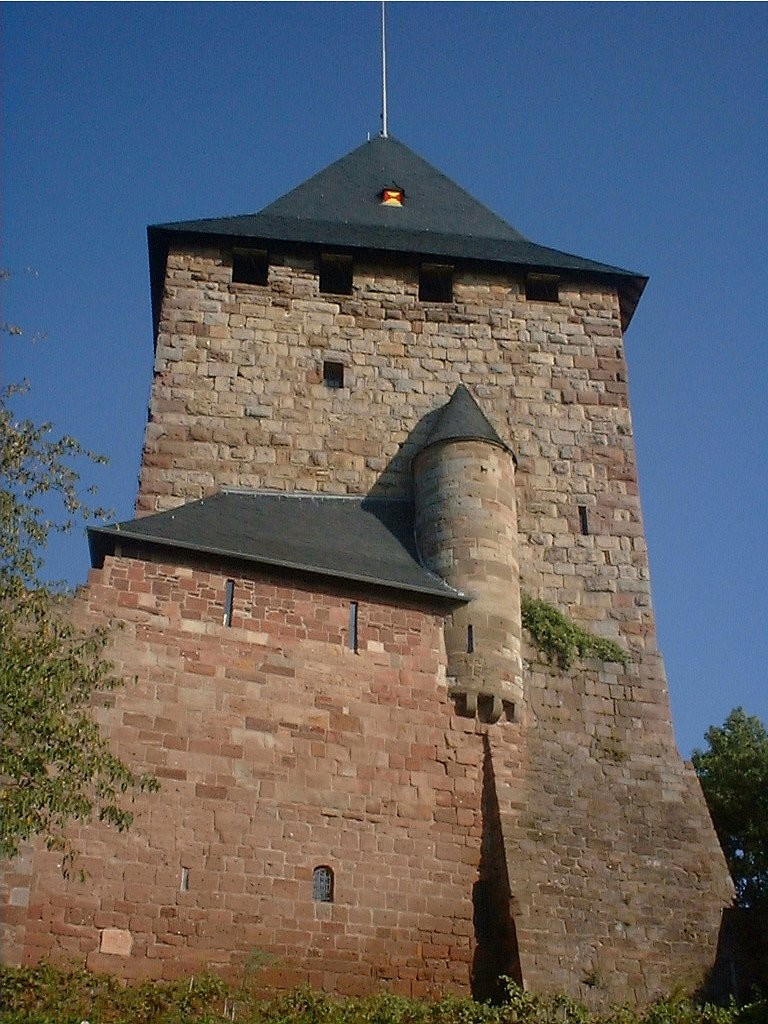
Бывшая жилая башня
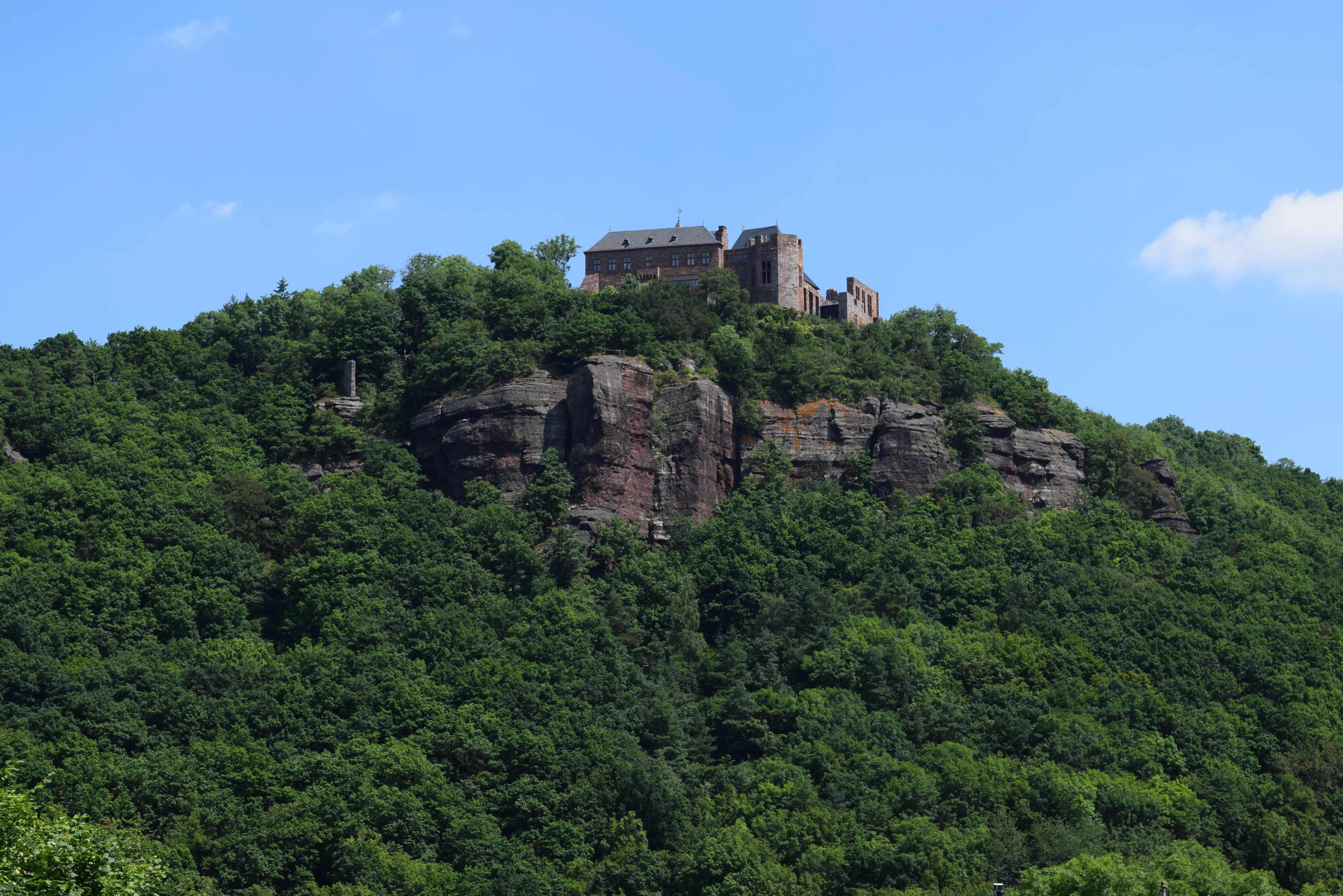
Вид замка с южной стороны
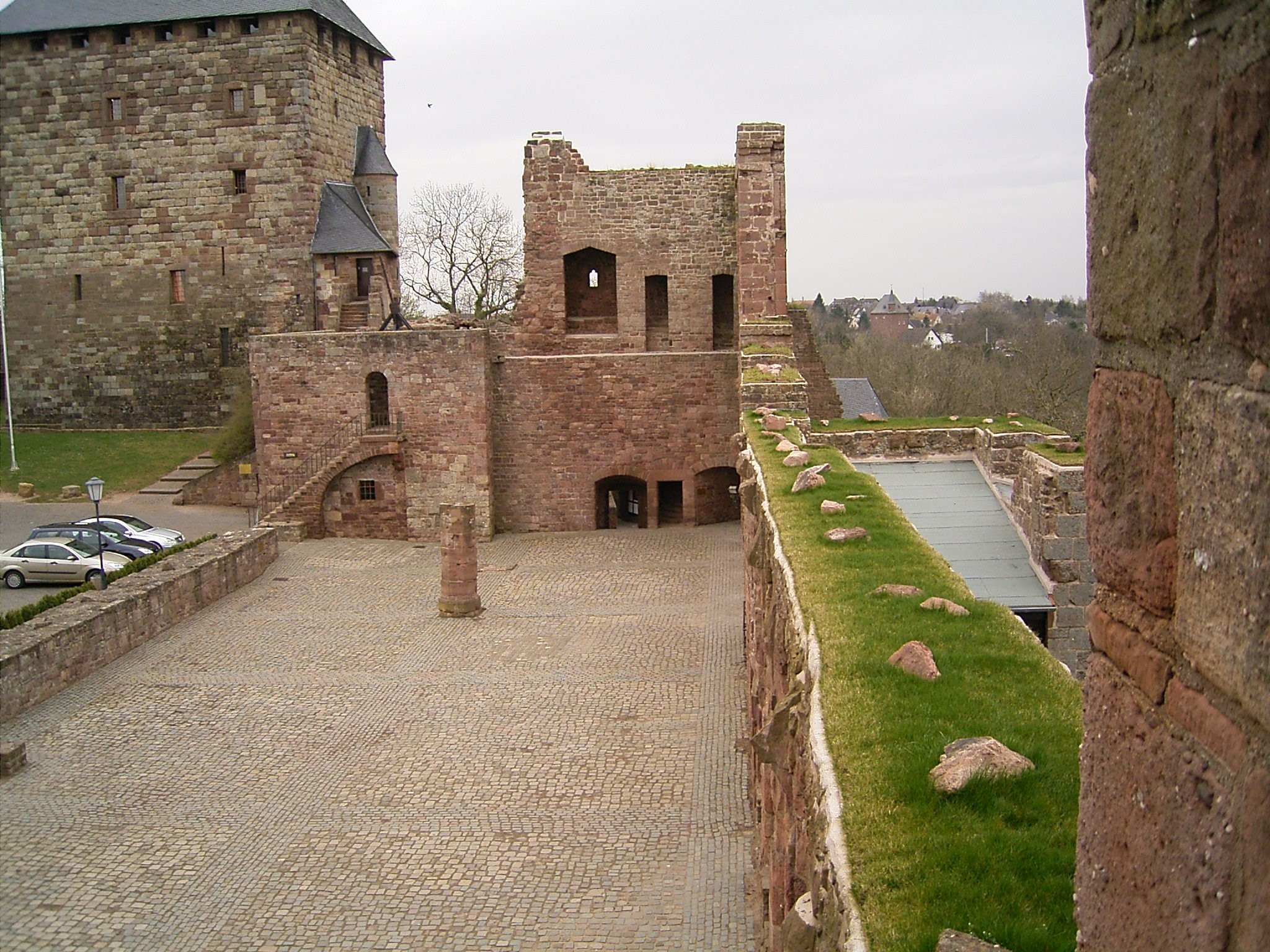
Внутри замка
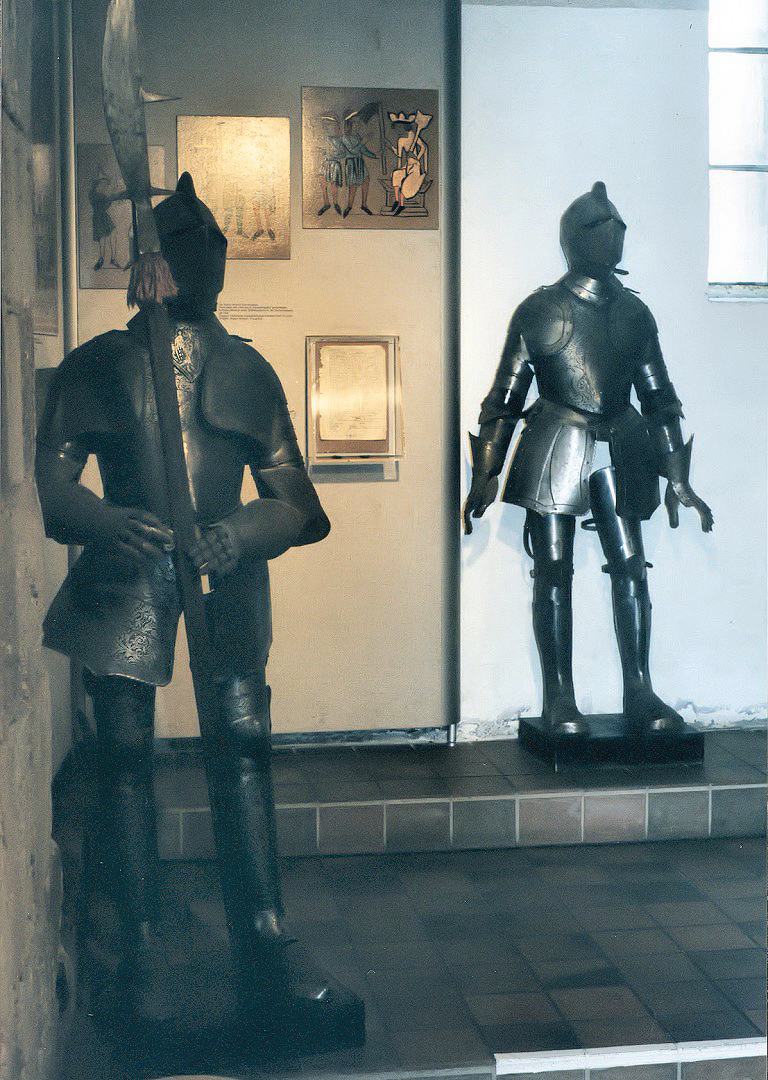
Экспозиция одного из залов замкового музея